# Egon Jönsson
Egon Jönsson (født 8. oktober 1921, død 19. marts 2000) var en svensk fodboldspiller, der var midtbanespiller på Sveriges landshold i samlet 22 kampe, hvor han scorede ni mål.
Jönsson spillede på klubplan i hjemlandet hos Malmö FF. Her nåede han at spille 200 kampe og var med til at vinde fire svenske mesterskaber samt fem pokalsejre.
Som landsholdsspiller debuterede han i 1946 og scorede to mål i sin første kamp. Han var med til både OL i 1948 og 1952, men han opnåede ikke spilletid i disse turneringer, og han fik således ikke medaljer, som kun tilfaldt de spillere, der spillede med. Til gengæld fik han spilletid til VM i 1950, hvor Sverige vandt bronze, og han spillede med i tre kampe mod henholdsvis Paraguay, Uruguay og Spanien. Han spillede sin sidste landskamp i 1952.
Efter afslutningen af den aktive karriere blev Jönsson en succesrig holdleder for Malmö FF, hvor højdepunktet var finalen i Europacuppen for mesterhold 1979 mod Nottingham Forest.

## Titler
Allsvenskan
- 1949, 1950, 1951 og 1953 med Malmö FF

Svenska cupen
- 1944-45, 1946-47, 1947-48, 1951-52 og 1953-54 med Malmö FF